# Rynchobanchus maculicornis
Rynchobanchus maculicornis là một loài tò vò trong họ Ichneumonidae.